# マーガレット・エドソン
マーガレット・エドソン（Margaret Edson, 1961年7月4日 - ）は、アメリカ合衆国の劇作家。

## 経歴
エドソンはワシントンD.C.で生まれた。スミス大学でルネサンス史の文学士（B.A.）を、ジョージタウン大学で英文学修士号を取得。自転車店の販売係やボランティアの英語教育教師など、様々な職に就く。
エドソンの最初の戯曲は、卵巣癌で入院したジョン・ダン研究者が主人公の『ウィット（Wit）』で、1995年にカリフォルニア州のサウス・コースト・レパートリー劇場（South Coast Repertory）で初演された。エドソンは『ウィット』を書く背景の一つに、病院で働いていた経験があることを語っている 。1998年に『ウィット』がニューヨーク公演された時には、エドソンはジョージア州アトランタのセンテリアル・プレイス小学校で先生をしていた。1999年、エドソンは『ウィット』でピューリッツァー賞 戯曲部門を受賞した。受賞後、エドソンは公共放送サービスでジム・レーラー ニュースアワーのインタビューを受けるなどして、時の人となった。
ケンタッキーのカントリー・ゴスペル・ラジオをテーマに、2作目の戯曲『Satisfied』を書いたが、2008年春現在、まだ上演されていない。
私生活でエドソンのパートナーは、アトランタのハイ美術館の学芸員リンダ・メリルで、2人の男の子の親である。

## 作品
- ウィット（訳：鈴木小百合、白水社）
  - テレビ映画化『エマ・トンプソンのウィット / 命の詩（Wit）』（2001年、監督・脚本：マイク・ニコルズ、主演・脚本：エマ・トンプソン）
- Satisfied